# Preveciori
Preveciori – wieś w Rumunii, w okręgu Caraș-Severin, w gminie Băuțar. W 2011 roku liczyła 10 mieszkańców. 